# خلدون التلهوني
الدكتور خلدون التلهوني هو دبلوماسي أردني  شغل منصب السكرتير العام لوزارة الخارجية الأردنية بين العامين 2006 و2008.

## نبذة
في التاسع من أكتوبر لعام 2008، عرض التلهوني أوراقه الاعتمادية إلى مدير عام منظمة حظر الأسلحة الكيميائية (OPCW) كممثل دائم للمملكة الأردنية الهاشمية. يشغل التلهوني حاليًا منصب السفير الأردني في هولندا.
شغل التلهوني أيضًا مناصب أخرى، منها كونه سفيرًا للأردن في إستونيا، والسكرتير الأول للسفارة الأردنية في واشنطن (1975-1979)، وسفيرًا ومستشارًا في كل من أستراليا (1999-2004)، والدار البيضاء، المغرب (1987-1989)، وباريس، فرنسا (1981-1986). كما وتولى مسؤولية السفارة الأردنية في بيرني بين العامين 1995 و1997، وقد عمل أيضًا لدى البعثة الأردنية الدائمة في جينيف كنائب رئيس بين 1992 و1995.
حاز السفير خلدون التلهوني على درجة الدكتوراة في العلوم السياسية من جامعة السوربون في باريس عام 1984، ودرجة الماجستير في العلاقات الدولية من الجامعة الأمريكية في واشنطن عام 1978، ودرجة البكالوريوس في العلوم السياسية والإدارة العامة من الجامعة الأردنية وذلك عام 1972.